# Parque marino del Arrecife de Tubbataha
El Parque marino del arrecife de Tubbataha, en la isla de La Paragua, en las Filipinas, abarca unas 33.200 hectáreas. El arrecife de Tubbataha es extremadamente importante desde el punto de vista ecológico para las Filipinas como un lugar de alimentación y cuna de la vida marina.
El Parque marino del arrecife de Tubbataha fue declarado Patrimonio de la Humanidad por la Unesco en el año 1993 siendo ampliada dicha calificación en junio de 2009.

## Flora y fauna
En este arrecife están catalogadas 396 especies de corales. Existen 479 especies de peces de 46 familias, como por ejemplo la barracuda y la manta. Tubbataha alberga también seis especies de tiburones.